# Stadio comunale (Teramo)
Lo stadio comunale di Teramo detto anche Vecchio comunale è un campo da calcio di Teramo, situato sulla circonvallazione Spalato. Ha ospitato gli incontri casalinghi del Teramo Calcio fino all'inaugurazione dello stadio Gaetano Bonolis, già nuovo stadio di Piano d'Accio, avvenuta nel 2008.

## Storia
Inaugurato il 29 agosto 1929 dall'allora sindaco Nanni, vide la sua prima partita ufficiale il 27 ottobre con l'incontro di calcio Teramo-Osimana vinta dalla squadra di casa per 2-1. L'esordio in campionato invece fu contro l'Emilio Bianchi Ancona, prima partita ufficiale nella storia del Teramo Calcio, e finì 1-1.
In questo stadio, nel 1978, ha giocato anche Carlo Ancelotti quando militava nel Parma firmando due reti; sulla panchina del Teramo c'era Eugenio Fantini. La gara terminò 2-2.
Negli anni immediatamente successivi all'abbandono da parte della squadra di calcio del Teramo, la struttura è stata utilizzata dal C.U.S. Teramo Rugby, ancora oggi attivamente impegnata con prima squadra, giovanili e femminile.
Dal 2013, il calcio è tornato essere praticato sul campo del Vecchio Comunale grazie all'A.S.D. Specola, squadra dilettantistica teramana che milita nel Campionato UISP.

## Caratteristiche
Lo stadio è diviso in 4 settori: una tribuna coperta, una scoperta (Distinti) e due tribune scoperte laterali (Curva Est per i locali ed Ovest per gli ospiti). Le dimensioni del terreno di gioco sono relativamente piccole, 62 m per 102 m, mentre l'altitudine è di 214m sul livello del mare.
Questi i dettagli dello stadio:
- Capienza spettatori: 4000 totali
- Tribuna Sud
  - Tribuna d'Onore: (80 posti)
  - Tribuna Sud numerata: (195 posti)
  - Tribuna Sud non numerata: (902 posti)
- Distinti: (621 posti)
- Curva Est: (1102 posti)
- Curva Ovest ospiti: (1100 posti)